# Liliana Cavani
Liliana Cavani (Carpi, 12 januari 1933) is een Italiaans filmregisseur en scenarioschrijver.

## Leven en werk

### Opleiding en eerste televisiewerk
Cavani werd in Carpi geboren als de dochter van een architect afkomstig uit een conservatieve familie van grondbezitters uit het naburige Mantua. Haar moeder, een cinefiel, bracht haar de liefde voor het medium film bij. 
Cavani haalde een diploma in de klassieke taal- en letterkunde aan de universiteit van Bologna in 1959. Vervolgens studeerde ze in Rome aan het Centro sperimentale di cinematografia waar ze afstudeerde in 1961. Daarna begon ze te werken voor de RAI, waarvoor ze sociale (zoals Assalto al consumatore en La casa in Italia) en politiek geladen (zoals Storia del Terzo Reich, Età di Stalin en het in 1965 op de Mostra bekroonde Philippe Pétain. Processo a Vichy)  documentaires verwezenlijkte. 

### Eerste langspeelfilms
Cavani startte haar carrière op met twee biopics waarvoor ze het scenario samen schreef met Tullio Pinelli. Francesco d'Assisi (1966), was gewijd aan Franciscus van Assisi en werd geproduceerd door de RAI. Later draaide ze nog Francesco (1989) en de tweedelige televisieminiserie Francesco over deze figuur. Galileo (1968) was een biografisch drama over de astronoom en natuurkundige Galileo Galilei. 
Aan het begin van de jaren zeventig regisseerde Cavani drie drama's, eerst I cannibali (1970), een vrije adaptatie van Sophocles' Antigone, gesitueerd in een hedendaagse totalitaire staat. In 1972 volgde L'ospite waarin een veertigjarige vrouw wordt ontslagen uit een psychiatrische inrichting. Haar re-integratie in de maatschappij en in haar familie verloopt echter moeilijk. Milarepa (1974) vertelde het levensverhaal van de yogi Milarepa via een jonge tibetoloog die diens werk net vertaald heeft.   

### Doorbraak en controversiële films
Ook in 1974 draaide Cavani de film waaraan ze haar bekendheid te danken heeft. Het tot een cultfilm uitgegroeide erotisch- psychologisch drama The Night Porter (1974) was een heel controversiële film. Max, een gewezen SS-officier die in het Wenen van 1957 werkt als nachtportier, ziet Lucia, een joodse ex-gevangene uit het concentratiekamp waar hij de opgeslotenen mishandelde, in het hotel verschijnen. Lucia en haar nazibeul hadden destijds een perverse sadomasochistische relatie. 
Het drama Al di là del bene e del male (1977) toonde de heftige verwrongen driehoeksverhouding tussen de Duitse filosofen en beste vrienden Friedrich Nietzsche, Paul Rée en de intrigerende Duits-Russische psychoanalytica Lou Andreas-Salomé. De film ontleende zijn titel aan het filosofisch werk Jenseits von Gut und Böse van Nietzsche en was vrij geïnspireerd door Nietzsche's leven.
Het oorlogsdrama La pelle (1981) was gebaseerd op de gelijknamige roman van Curzio Malaparte. Het hoofdpersonage, de verbindingsofficier Curzio Malaparte, vertolkt door Marcello Mastroianni, maakt aan het begin van de Italiaanse Veldtocht de bevrijding van Napels mee. De ellende tiert er welig ten gevolge van de fascistische oorlogswaanzin, alles is er te koop.
Ook in het drama Oltre la porta (1982) nam Mastroianni de hoofdrol voor zijn rekening als de man die ten onrechte opgesloten zit voor moord op zijn vrouw. Hij krijgt bezoek van haar dochter, zijn stiefdochter, die een zonderlinge liefdes- en machtsverhouding met hem heeft. 
Het drama The Berlin Affair (1985) was, na The Night Porter en Al di là del bene e del male, het sluitstuk van Cavani's 'Germaanse trilogie'. In het Berlijn van 1938 beleven de vrouw van een Duitse diplomaat en de dochter van de Japanse ambassadeur een stormachtige verhouding. De diplomaat ontdekt de lesbische relatie. Hij wordt eerst jaloers, raakt dan betoverd door de jonge Japanse en komt uiteindelijk terecht in een driehoeksverhouding met de twee vrouwen. 

### Latere lange speelfilms
Omdat Cavani zich meer en meer bezig ging houden met het regisseren van opera's raakte het filmmaken op de achtergrond en leverde ze nog slechts mondjesmaat films af.
Met Francesco (1989) maakte Cavani een remake van haar eerste lange speelfilm uit 1966. In het romantisch drama Dove siete? Io sono qui (1993) ontmoeten twee doofstomme jongeren elkaar en worden verliefd. In de thriller Ripley's Game (2002), naar de gelijknamige roman van Patricia Highsmith, gaf John Malkovich gestalte aan de gewetenloze psychopathische oplichter en moordenaar Tom Ripley. 

### Regisseur van opera's
In 1979 regisseerde Cavani haar eerste opera: Wozzeck van Alban Berg. Verscheidene andere opera's volgden, die onder meer in Florence, Milaan, Parijs of Zürich werden opgevoerd. 
Ook in de jaren negentig ging haar aandacht blijvend uit naar opera's. Ze tekende ook mee voor de verfilming voor televisie van drie door haar geregisseerde opera's: Pietro Mascagni's Cavalleria rusticana in 1996, Puccini's Manon Lescaut in 1998 en Verdi's La traviata in 2007.

## Filmografie

### Lange speelfilms
- 1968 - Galileo
- 1970 - I cannibali
- 1972 - L'ospite
- 1974 - Milarepa
- 1974 - The Night Porter
- 1977 - Al di là del bene e del male
- 1981 - La pelle
- 1982 - Oltre la porta
- 1985 - The Berlin Affair
- 1989 - Francesco
- 1993 - Dove siete? Io sono qui
- 2002 - Ripley's Game

### Televisie

#### Documentaires
- 1961 - La vita militare
- 1961 - Gente di teatro
- 1962 - L'uomo della burocrazia
- 1962 - Assalto al consumatore
- 1963/4 - Storia del Terzo Reich (vierdelig)
- 1964 - Età di Stalin
- 1964/65 - La casa in Italia (vierdelig)
- 1965 - Gesù mio fratello
- 1965 - Il giorno della pace
- 1965 - La donna nella Resistenza
- 1965 - Philippe Pétain. Processo a Vichy
- 1970 - I bambini e noi (meerdelig)
- 2012 - Clarisse

#### Films en series
- 1961 - Incontro notturno (korte film)
- 1962 - La battaglia (korte film)
- 1966 - Francesco d'Assisi (film)
- 1996 - Cavalleria rusticana (film)
- 1998 - Manon Lescaut (film) (als lid van de crew)
- 2005 - De Gasperi, l'uomo della speranza (tweedelige miniserie)
- 2007 - La traviata (film) (als lid van de crew)
- 2008 - Einstein (tweedelige miniserie)
- 2012 - Mai per amore (episode Troppo Amore van de vierdelige miniserie)
- 2014 - Francesco (tweedelige miniserie)

- Bibsys: 90539525
- Biblioteca Nacional de España: XX989609
- Bibliothèque nationale de France: cb121377523 (data)
- CiNii: DA17047370
- Gemeinsame Normdatei: 119202468
- International Standard Name Identifier: 0000 0001 1862 6966
- Library of Congress Control Number: n81020177
- MusicBrainz: fbc51805-def0-406b-8e9d-325d836adda2
- Bibliotheek van het Japanse parlement: 00435558
- Nationale Bibliotheek van Tsjechië: ola2002158952
- Nationale Bibliotheek van Israël: 987007286668405171
- Nationale Bibliotheek van Polen: a0000002708082
- Nederlandse Thesaurus van Auteursnamen: 071666915
- Istituto Centrale per il Catalogo Unico: CFIV103221
- Système universitaire de documentation: 027601595
- Trove: 945763
- Virtual International Authority File: 100261199
- WorldCat: E39PBJpJj9pH7wt4Tx7P3QRtKd